# Modalitats del windsurf
Les modalitats del windsurf més destacades són les quatre següents::

## Regates
Regates: consisteix a realitzar un circuit limitat per unes bolles, que cal passar en un determinat ordre segons el circuit assignat. Les bolles estan col·locades de tal manera que es puja al-vent cenyint, i després es baixa fent una popa. A vegades també és necessari fer travessos, segons estiguin les bolles col·locades. Els windsurfistes competeixen en una sèrie de 3 a 12 eliminatòries que duren com a mínim uns 20 minuts fins a un màxim normalment d'1 hora, depenent de la velocitat del vent. Guanya qui aconsegueix acabar el circuit en el menor temps.
Dins de regates hi ha diferents categories, segons el material amb el qual es competeix. Generalment es diferencia categoria masculina i femenina.
- RS:X: era la modalitat olímpica fins aquestes olimpíades de Londres 2012. Ara l'han substituït pel kitesurf. Els homes porten una vela de 9,5 metres quadrats i les dones de 8,5 metres quadrats. El pal és 100% carboni per a la vela de 9.5 i de 90% carboni per a le de 8.5 metres quadrats, mentre que la botavara no ho és en la seva totalitat. La taula mesura 286 cm de llarg i 93 cm d'ample. El seu volum és de 220 litres i pesa uns 15.5 kg. Els homes utilitzen una aleta de 66 cm i les dones de 60 cm.

- Formula windsurfing: en aquesta modalitat les veles poden mesurar fins a 12.5 metres quadrats i els pals i la botavara poden ser de fibra 100% carboni. La taula mesura de llarg 228cm. i d'ample 100.5cm. El seu volum és de 160 a 168 litres aproximadament.

- Raceboard: les veles estan limitades a 9.5 metres quadrats per als homes, i 8.5 metres quadrats per a les dones i els juvenils. La taula ha de tenir de llargària com a mínim 2700 mm.i de màxim 3800 mm.i d'ample 1005 mm.

## Waves
Waves:(onades) és una disciplina en la qual es fan salts i es munten les onades. Per aconseguir-ho es necessita un equip més lleuger per tal de poder saltar amb més facilitat i bastant de vent. Les onades han de tenir una alçada mínima d'1 metre. Durant els 10-15 minuts que dura la prova els windsurfistes han d'executar tants moviments de surf, salts i viratges com puguin.

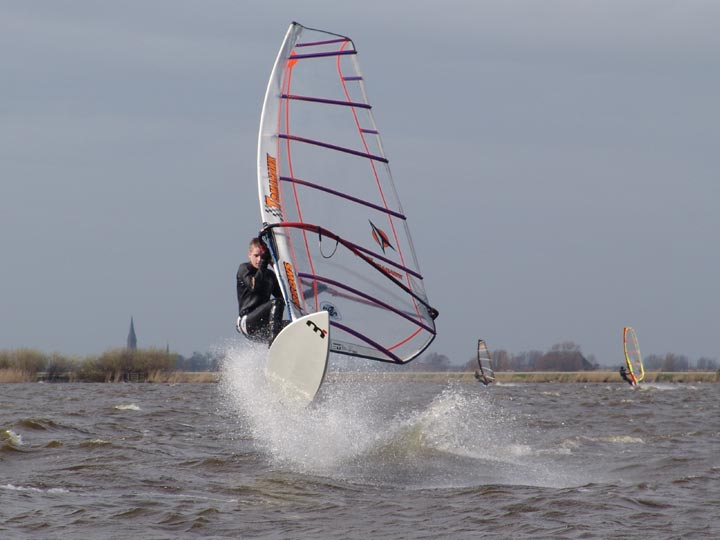
Freestyle

## Freestyle
Freestyle:(estil lliure), tres jutges avaluen l'execució, la qualitat artística i la dificultat tècnica. Els jutges donen una puntuació màxima de 10 punts en cada cas. Consta de dos tipus:
- Old school (antic): consisteix a realitzar maniobres amb poc vent amb la taula i la vela.

- New school (modern): es practica amb taules curtes i amples, amb veles de 4 a 6 metres quadrats. Es realitzen maniobres ràpides. Les condicions necessàries són que el mar estigui pla i hagi bon vent. Aquesta modalitat ha progressat bastant en els últims anys, ja que permet realitzar maniobres espectaculars sense la necessitat de tenir grans onades amb les quals saltar o surfetjar-les.

## Slalom
Slalom:és una carrera en la qual l'objectiu és arribar el primer a la meta realitzant un recorregut marcat amb bolles, en ziga-zaga, sempre amb el vent de llarg. Es necessita més vent per poder avançar i planejar.